# Badel

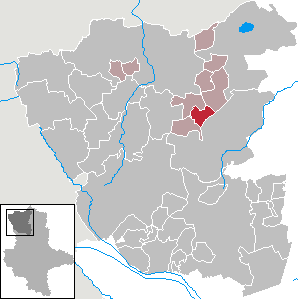
Badel in Salzwede

Badel is een plaats en voormalige gemeente in de Duitse deelstaat Saksen-Anhalt, en maakt deel uit van de Landkreis Altmarkkreis Salzwedel.
Badel telt 440 inwoners.

## Indeling voormalige gemeente
De voormalige gemeente bestond naast de kern Badel uit het volgende Ortsteile:
- Thüritz sinds 1-7-1973

## Verkeer en vervoer

### Spoorwegen
Tot 1990 had Badel een station aan de spoorlijn Salzwedel–Badel en de Altmärkische Kleinbahn.